# Jürgen Trumpf
Jürgen Trumpf   (Düsseldorf, 8 de juliol de 1931 - Bonn, 13 de maig de 2023) fou un polític alemany, antic alt funcionari de la Unió Europea i assessor en temes europeus de Helmut Kohl. Va ser Secretari general del Consell des de l'1 de setembre de 1994 al 17 d'octubre de 1999.

## Biografia
Fill del professor Ernst Trumpf i la seva esposa Ottilie Köhler. Va fer estudis primaris i secundaris a Düsseldorf i al liceu lingüístic d'Elberfeld. Després estudià filologia clàssica i de llengües semítiques a la Universitat de Colònia, on va tenir de professors Günther Jachmann, Josef Kroll i Andreas Rumpf. Continuà estudis a la Universitat d'Innsbruck i a la Universitat d'Atenes. El 1956 es doctorà amb la tesi Estudis de lirisme grec i començà a treballar a l'Institut d'Arqueologia Alemany com assistent al Ceràmic d'Atenes, sota la direcció de Dieter Ohly.
En 1958 ingressà en la carrera diplomàtica i en 1959 assolí el seu primer destí al Caire. De 1962 a 1967 fou conseller de la legació a l'ambaixada alemanya a Londres i després cònsol alemany a Rotterdam. En 1970 el Ministeri d'Afers Exteriors a li atribueix l'informe 410 "Comunitats Europees", i se'n va fer càrrec de la gestió en 1975. De 1979 a 1984 va ser delegat a la representació permanent a la seu de les Comunitats Europees a Brussel·les. Després va tornar al Ministeri d'Afers Exteriors, on va dirigir la subdivisió Ministerial 40 "polítiques de desenvolupament". Un any més tard es va fer càrrec de la gestió de la subdivisió 41 "Comunitats Europees".
DE l'1 de setembre de 1994 al 17 d'octubre de 1999 va ser Secretari General del Consell de la Unió Europea. En entrar en vigor el Tractat d'Amsterdam, l'1 de maig de 1999, Jürgen Trumpf va entrar en possessió del nou lloc d'Alt Representant del Consell per a la Política Exterior i de Seguretat Comuna, essent substituït poc després per l'espanyol Javier Solana, el polític socialista en què els caps d'Estat i de govern de la Unió havien pensat per ocupar el nou lloc.

## Obres
- Studien zur griechischen Lyrik. Dissertation. Köln 1958.
- Anonymi Byzantini Vita Alexandri regis Macedonum. Primum edidit Juergen Trumpf. Stuttgart 1974.
- Die Quellen des griechischen Alexanderromans. Zweite Auflage. bearb. von Reinhold Merkelbach und Jürgen Trumpf. München 1977.
- Vom Binnenmarkt zur Politischen Union. Zentrum für Europäisches Wirtschaftsrecht der Universität Bonn. Vorträge und Berichte Nr. 21, Bonn 1992.